# Sant Miquel de Soriguerola
Sant Miquel de Soriguerola és una església romànica situada a l'entitat de població de Soriguerola pertanyent al municipi de Fontanals de Cerdanya a la comarca de la Baixa Cerdanya. És una obra protegida com a bé cultural d'interès local.

## Història
La Comtessa Elisabet, muller del Comte Guifré II de Cerdanya, l'any 1035 va fer donació al Monestir de Serrateix dels pobles de Soriguera i Soriguerola, junt amb l'església de St. Miquel i amb els seus delmes i primícies. Aquesta possessió li reconeix el Procurador dels feus reials a Cerdanya el 1267. Els càtars partidaris del comte Foix i Arnald de Castellbó saquejaren l'església el 1198. Hi havia un frontal del segle xiii amb pintures que representen la lluita de Sant Miquel contra el dimoni. Aquest frontal es troba la NNAC i és d'influència franco-gòtica.

## Edifici
És una petita església d'una sola nau amb volta de canó lleugerament apuntada, amb la porta al sud, essent molt estreta i baixa. El campanar, a l'oest, és en forma d'espadanya senzilla, havent perdut les llosses. Sota del campanar s'obra una petita finestra. L'altar és en hemicicle i té finestra absidal de mig punt. Actualment l'església està tota enguixada i pintada, trobant-se en força mal estat. S'observa una petita esquerda al llarg del sostre de la nau. Per l'exterior cal senyalar que la teulada de l'absis està plena d'herbes i que s'observa petites formacions de pedres disposades en "opus spicatum". Al costat nord-est s'hi troba adossada una construcció nova. El frontispici a la part meridional està construït amb filades d'opus spicatum i amb un campanar de cadireta petit i descentrat. A l'absis també s'aprecia l'opus spicatum i una finestra, amb doble esqueixada, en el seu centre.

## Pintura

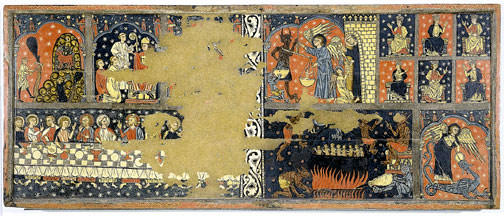
Frontal d'altar

Procedent d'aquesta església es troba al Museu Nacional d'Art de Catalunya a Barcelona, un possible frontal d'altar pintat sobre fusta, representant la psicòstasi amb sant Miquel i el dimoni pesant les ànimes, a la part baixa es troba l'escena del Sant Sopar així com la lluita de Sant Miquel amb el drac. La pintura és atribuïda a l'anomenat mestre de Soriguerola. Una imatge romànica del segle xii d'una Mare de Déu amb Nen, va desaparèixer a la guerra civil espanyola de l'any 1936.